# Saint Andrew's Scots School

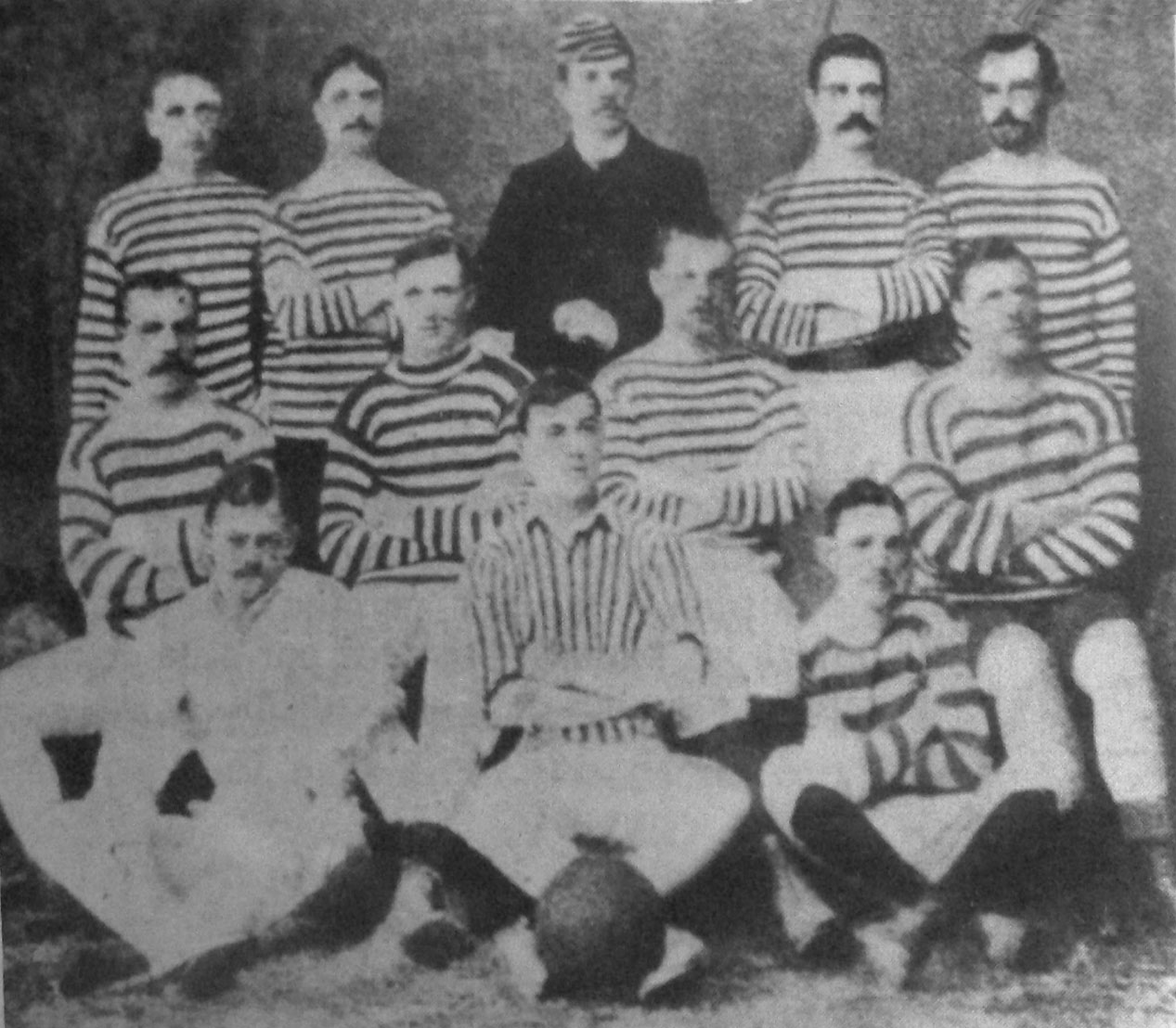
Equipo de St. Andrew's en 1891, histórico primer campeón del fútbol argentino.

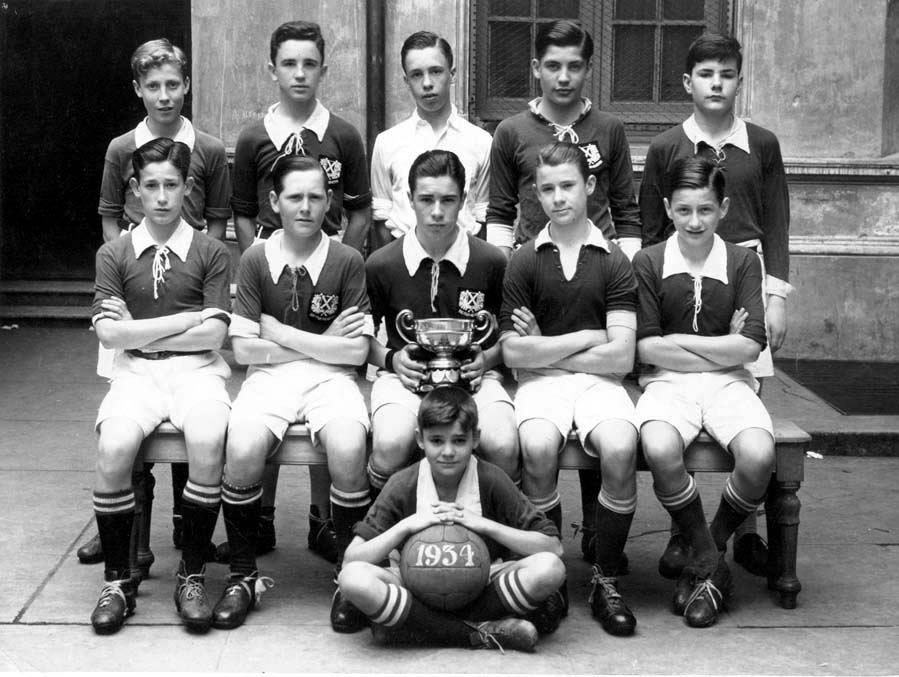
Equipo juvenil del colegio, campeón en 1934.

El St. Andrew's Scots School, a veces referido por su nombre local Escuela Escocesa San Andrés, es una institución educativa privada sin fines de lucro de Argentina fundada en 1838. Imparte educación preescolar, primaria, secundaria y universitaria (Universidad de San Andrés). La razón social de la persona jurídica propietaria de la escuela es la Asociación Civil Educativa Escocesa San Andrés. Tiene su sede en Olivos, Provincia de Buenos Aires.

## Historia
La escuela St. Andrew's fue fundada el 1 de septiembre de 1838 por un grupo de inmigrantes escoceses que arribaron a la Argentina en el 22 de mayo de 1825. Entre sus alumnos se encontraba el aviador Jorge Newbery que se había graduado en 1890. Originalmente se instaló, como escuela mixta de varones y mujeres, en la iglesia presbiteriana de la calle Piedras 55, en la ciudad de Buenos Aires y luego trasladada a Ituzaingó 1026, en el barrio de Constitución. En 1947 volvió a mudarse a Olivos, en la zona norte del Gran Buenos Aires, como escuela únicamente para varones. En 1966 se abrió la Escuela Escocesa San Andrés para niñas, manteniendo separados a los alumnos de ambos sexos. En 1980 se restableció la educación mixta y se inauguró en Punta Chica (Beccar), también en la zona norte del Gran Buenos Aires, otra escuela primaria y un jardín de infantes. En 1988 la institución abrió la Universidad de San Andrés y en 2018 se inauguró la sede del Campus.
La institución está desarrollando el Campus de San Andrés, donde están unificando las dos sedes que conforman la institución, incluyendo primaria y secundaria en un gran "campus". El proyecto se inició en 2012, cuando se comenzó a trabajar el terreno materialmente, y se inauguró en 2018. Los edificios de Kindergarten y Primaria cuentan con diseños de interior de Rosan Bosch Studio. 

### Historia en el fútbol
| Uniforme 1891 |

La influencia escocesa está arraigada en el fútbol argentino desde el primer campeonato que se jugó con el título obtenido por Saint Andrew's Scots School (compartido con Old Caledonians Football Club).
El primer campeonato de Argentina se jugó en 1891, disputado entre el 12 de abril y 6 de septiembre. Con la organización de la Argentina Association Football League, entidad fundada ese mismo año por Alec Lamont del colegio St. Andrew's, seis equipos se inscribieron para formar parte del torneo, aunque finalmente participaron sólo cinco: St. Andrew's Scots School, Old Caledonians Football Club, Buenos Ayres al Rosario Railway, Belgrano Football Club y Buenos Ayres Football Club. Hurlingham Football Club se inscribió pero no llegó a disputar ningún partido. Ante la igualdad en el primer puesto de St. Andrew's y Old Caledonians, la organización reconoció a ambos equipos como campeones, aunque se debió jugar un partido el 13 de septiembre, en el Flores Polo Club, para determinar cuál de los dos equipos se haría con el único juego de medallas disponibles. El partido finalizó con victoria de St. Andrew's por 3 a 1, con tres goles de Charles Douglas Moffatt por parte del vencedor, y uno de E. L. Wilson por parte del derrotado.
"En la historia de la escuela debe destacarse el haber sido el primer campeón de fútbol oficial de la historia argentina, en 1891".
Oscar Barnade, 2006.
La obtención del primer título del fútbol argentino le otorgó una singular fama por aquellos días, influenciando incluso el primer escudo de Independiente (por aquel entonces Independiente Football Club), creado alrededor 15 años más tarde de dicha conquista, el cual luce la entidad de Avellaneda cuando utiliza su vestimenta alternativa.
A pesar del logro de 1891, el torneo se disolvió para 1892, y no participó del torneo de 1893, el conjunto se afiliaría para 1894 en donde logró 3 victorias y 7 derrotas destacando la derrota por 7 a 0 ante Lobos Athletic como local, el último encuentro perdió 2 a 0 ante el campeón Lomas Athletic, los 6 puntos obtenidos y haber quedado penúltimo lo llevó a la desafiliación siendo el último torneo en el que participaría.

### Palmarés
Primera División de Argentina: 1891

## Universidad de San Andrés
La Universidad de San Andrés (UdeSa), fundada en 1988, es una institución de educación superior argentina regulada por las normas argentinas para universidades privadas, y autorizada definitivamente a través del Decreto del Poder Ejecutivo Nacional N.º 978/07. Está situada en la localidad de Victoria, Partido de San Fernando, en la provincia de Buenos Aires, 28 kilómetros al noroeste de la Ciudad Autónoma de Buenos Aires.